# József Bencsics
József Bencsics (ur. 6 sierpnia 1933 w Szombathely, zm. 13 lipca 1995 w Budapeszcie) – węgierski piłkarz.
Z zespołem Újpesti Dózsa Sport Club w 1960 zdobył mistrzostwo Węgier. W latach 1957–1958 wystąpił w 8 meczach reprezentacji Węgier i strzelił dla niej 1 gola. Wystąpił na mistrzostwach świata w 1958.